# Rapid Eye Movies
Rapid Eye Movies ist ein deutsches Filmlabel aus Köln, das sich vornehmlich auf asiatische Filme spezialisiert hat. Gegründet wurde Rapid Eye Movies 1996. Seither ist das Label in verschiedenen Bereichen tätig. Das Unternehmen ist Mitglied in der AG Verleih.

## Kinofilme
Seit der Gründung steht vor allem die Veröffentlichung von Kinofilmen im Vordergrund, darunter in frühen Jahren genredefinierende Animes (Ghost in the Shell, Perfect Blue) und Hongkong-Filme (Where a good man goes), heute mehr Arthouse-Produktionen aus Japan (Sakuran – Wilde Kirschblüte, Dolls, Nobody Knows) und Korea (I’m a Cyborg, But That’s OK, Samaria) und kommerzielle Filme aus Indien, das so genannte Bollywood.
Rapid Eye Movies hat zur Etablierung bedeutender asiatischer Arthouse-Regisseure beigetragen, wie z. B. Johnnie To (mit Heroic Trio, Running out of time, The Mission, Where a good man goes), Takeshi Kitano (mit Sonatine), Takashi Miike (mit Audition, Dead or Alive, Visitor Q), Kim Ki-duk (Seom – Die Insel) und Park Chan-wook (Joint Security Area).
Seit einigen Jahren öffnet sich das Segment des Verleihers auch in Richtung des europäischen Kinos, darunter fallen neue griechische Filme Attenberg von Athina Rachel Tsangari oder Alpen von Yorgos Lanthimos oder belgisch-flämische Produktionen wie Bullhead sowie das ukrainische Gehörlosendrama The Tribe. Weiterhin gehören Musikdokumentationen, wie Searching for Sugar Man, zum Repertoire.

## DVD-Vertrieb
In den späten 1990ern kam der Vertrieb von VHS und DVDs hinzu, was mittlerweile das Hauptarbeitsfeld des Labels ausmacht. Hier haben sich verschiedene Filmreihen etabliert: „Nippon Classics“, „Pink Cinema“ (zu Pinku eiga), „Pictures coming to eat you“ und „Bollywood“. Mit den Veröffentlichungen von Bollywood-Titeln erreichte das Label regelmäßig DVD-Chartplatzierungen in den TopTwenty.

## Verlagswesen
Als neuestes Firmensegment kam die Veröffentlichung von Printerzeugnissen hinzu. 2006 wurde das Bollywood – Rapid Eye Magazin ins Leben gerufen, das allerdings 2007 wieder eingestellt wurde. 2008 erschien das Buch King of Bollywood – Shah Rukh Khan und die Welt des indischen Kinos der indischen Autorin Anupama Chopra in deutscher Sprache und 2009 der Fotobildband Om Shanti Om – Die Magie des indischen Kinos mit Fotografien des Kölner Fotografen Jochen Manz.

## Filmproduktion
Der erste koproduzierte Spielfilm von Rapid Eye Movies erschien 2011 mit Underwater Love – A Pink Musical, bei dem Christopher Doyle als Kameramann beteiligt war und Stereo Total die Musik schrieb.

## Bollywood
Rapid Eye Movies ist maßgeblich für den Erfolg populärer indischer Filme (Bollywood) in Deutschland verantwortlich. Mit dem Kinostart und späteren DVD-Release und der Fernseh-Ausstrahlung von Kabhi Khushi Kabhie Gham – In guten wie in schweren Tagen wurde geradezu ein Boom ausgelöst. Mit den regelmäßigen DVD-Veröffentlichungen und Kinostarts ist Rapid Eye Movies deutscher Marktführer für Bollywood.